# Rosa Bartl
Rosa Bartl (* 17. Juli 1884 in Wien; † 23. September 1968 in Hamburg) war eine deutsche Zauberkünstlerin und Zauberhändlerin.

## Leben

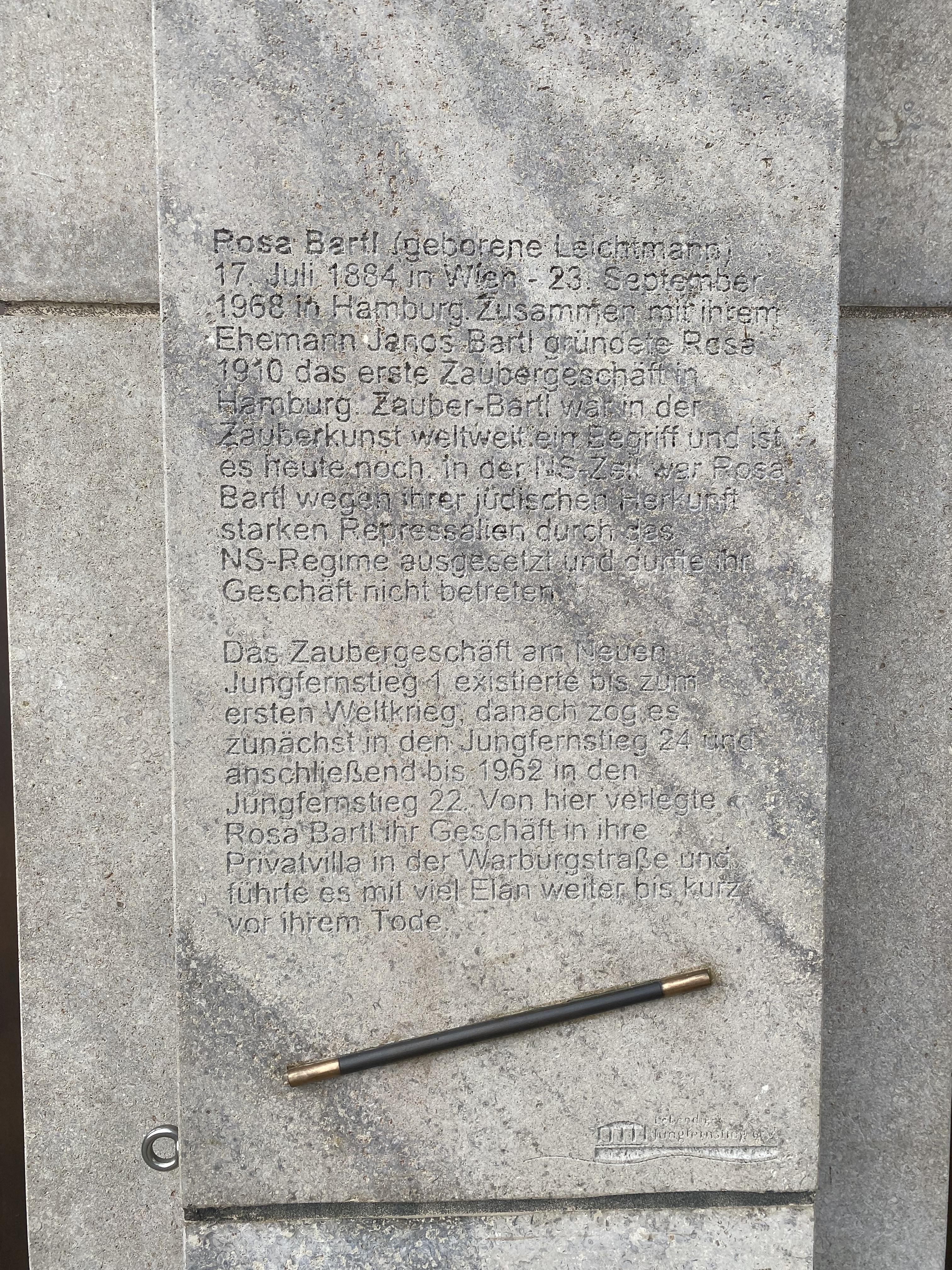
Erinnerungstafel am Hamburger Jungfernstieg

Rosa Bartl war die zweitälteste von insgesamt vier Töchtern des Zauberkünstlers und -händlers Josef Leichtmann.
1910 heiratete sie in London den Zauberkünstler János Bartl, den sie in dem Zaubergeschäft ihrer Schwester Melanie Leichtmann in Köln kennengelernt hatte.
Im selben Jahr gründeten beide eines der ersten Zaubergeschäfte in Hamburg am Neuen Jungfernstieg 1.
Rosa Bartl führte gemeinsam mit ihrem Mann das Geschäft bis zu dessen Tod. Danach leitete sie es bis kurz vor ihrem Tode allein weiter. Ehe sie starb, verkaufte sie das Geschäft an Carl-Gerd Heubes.
2019 wurde Rosa Bartl im Garten der Frauen in Hamburg aufgenommen. Ihr Gedenkstein ist in Form eines Zylinderhutes gestaltet, der mit einer Klappe verschlossen ist. Wird die Klappe geöffnet, erscheint ein kleiner weißer Hase.
Ihre Geschwister sind:
- Max Leichtmann (* 1. Februar 1881)
- Charlotte Leichtmann (4. Mai 1882 – 31. Januar 1943)
- Melanie Leichtmann (10. Mai 1887 – 20. April 1962)
- Leonie Leichtmann (1. Dezember 1897 – Dezember 1968)

## Kreationen
1930 meldete Rosa Bartl das Zauberkunstsück „Etuiso“ unter der Nummer 361 zum Deutschen Reichs-Gebrauchsmuster (D.R.G.M.) an. Dabei handelt es sich um eine speziell angefertigte Metallröhre, in die eine Zigarette gegeben wird, die sich darin in Streichhölzer verwandelt. Das Kunststück fand weltweite Beachtung und wurde von mehreren ausländischen Zauberfirmen vertrieben.

## Trivia
Zu Ehren von Rosa Bartl rief 2019 der Galerist Wittus Witt im Namen seiner Galerie-W in Hamburg den Rosa-Bartl-Kunstpreis aus, der mit insgesamt 1750 Euro dotiert war.
Am 22. Juli 2022 wurde in Hamburg am Jungfernstieg eine Gedenktafel für Rosa Bartl enthüllt.

## Nachweise
1. ↑  Die Bartl-Chronik, 20219, Seite 121
2. ↑  Unter anderem von der Firma Davenport’s in England, Katalog, o. D. (1960) Seite 46
3. ↑  Zauberstadt Hamburg, 2021, Seite 134
4. ↑  Sat1

| Personendaten    | Personendaten                           |
| ---------------- | --------------------------------------- |
| NAME             | Bartl, Rosa                             |
| ALTERNATIVNAMEN  | Leichtmann, Rose (Geburtsname)          |
| KURZBESCHREIBUNG | deutsche Zauerkünstlerin und -händlerin |
| GEBURTSDATUM     | 17. Juli 1884                           |
| GEBURTSORT       | Wien                                    |
| STERBEDATUM      | 23. September 1968                      |
| STERBEORT        | Hamburg                                 |